# Northern Army Group
Le Northern Army Group (NORTHAG) est le groupe d'armées des Forces alliées Centre-Europe de l'OTAN chargé de la défense terrestre du nord de l'Allemagne de l'Ouest entre le 1er novembre 1952 et sa dissolution le 24 juin 1993. NORTHAG est parfois utilisé erronément pour désigner le QG (HQ NORTHAG). Le sigle COMNORTHAG désignait officiellement le commandant de NORTHAG qui cumulait cette fonction avec celle de commandant de la British Army of the Rhine.

## Origine de son symbole
Lors de la construction du bâtiment principal de son quartier général, le JHQ (Joint Headquarters), une francisque, une hache de combat franque a été trouvée. Cette arme a été choisie comme symbole du NORTHAG car les Francs étaient une tribu de l'Europe de l'Ouest luttant contre les attaquants de l'Est. Les Francs ont défait en 451, lors de la bataille des champs Catalauniques, une armée sous la direction d'Attila à Châlons-sur-Marne stoppant ainsi une conquête de l'Europe occidentale par les Huns.

## Terminologie
Il faut distinguer :
- Commandant (Commander) : le général qui commande (SACEUR, CINCENT, COMNORTHAG...)
- Forces : ensemble des moyens (AFCENT, NORTHAG...)
- Commandement (Command) : le commandant et son état-major
- QG (HQ) : commandement + moyens d'appui propres (logistique, transmissions, défense)

## Hiérarchie de l'AFCENT

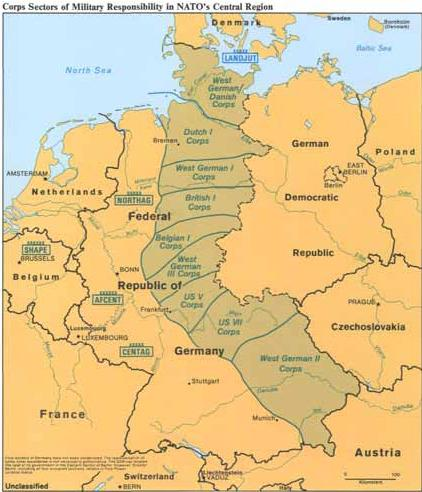
Secteurs de responsabilité des corps d'armées de l'OTAN en Allemagne de l'Ouest depuis le retrait de la France du commandement intégré.

Le AFCENT (HQ Allied Forces Central Europe) (20 août 1953 au 3 mars 2000, renommé depuis 2004 Joint Force Command Brunssum) dont le QG se situe à Brunssum, Pays-Bas comprenait :
- Northern Army Group:NORTHAG (QG à Mönchengladbach)
- Central Army Group/CENTAG (QG à Seckenheim puis à Heidelberg)
- AAFCE (Allied Air Forces Central Europe (en)) (20 août 1953 au 1er mars 1967, QG à Fontainebleau) (28 juin 1974 à 1993, QG à Ramstein Air Base) qui comprenait lui-même[2] :
  -  2e force aérienne tactique alliée/Second Allied Tactical Air Force (en)/2 ATAF (QG à Mönchengladbach) (1957 au 30 juin 1993) créé à partir de la Second Tactical Air Force de la RAF
  -  4e force aérienne tactique alliée/Fourth Allied Tactical Air Force (en)/4nd ATAF (QG à Trèves (1951-1958) puis à Ramstein (1958-1980) puis à Heidelberg (1980-1993)

Le fait que les QG de 2 ATAF et NORTHAG étaient colocalisés en faisaient des QG joints (JHQ).  Pour l'appui des troupes au sol, la 2e ATAF couvrait l'espace aérien du NORTHAG.
La zone au nord de Hambourg et de l'Elbe était attribuée au LANDJUT (Headquarters Allied Land Forces Schleswig-Holstein and Jutland) (QG à Rendsburg) créé en 1962 qui dépendait de BALTAP (QG à |Karup).

## Organisation

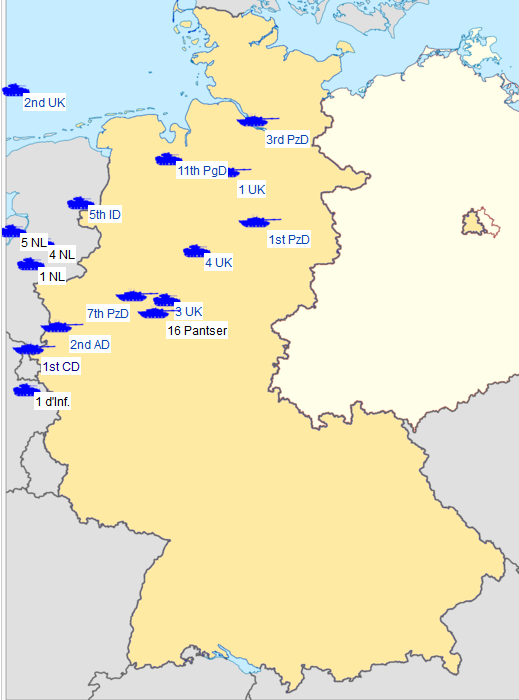
Localisation des principales formations du NORTHAG en 1989.

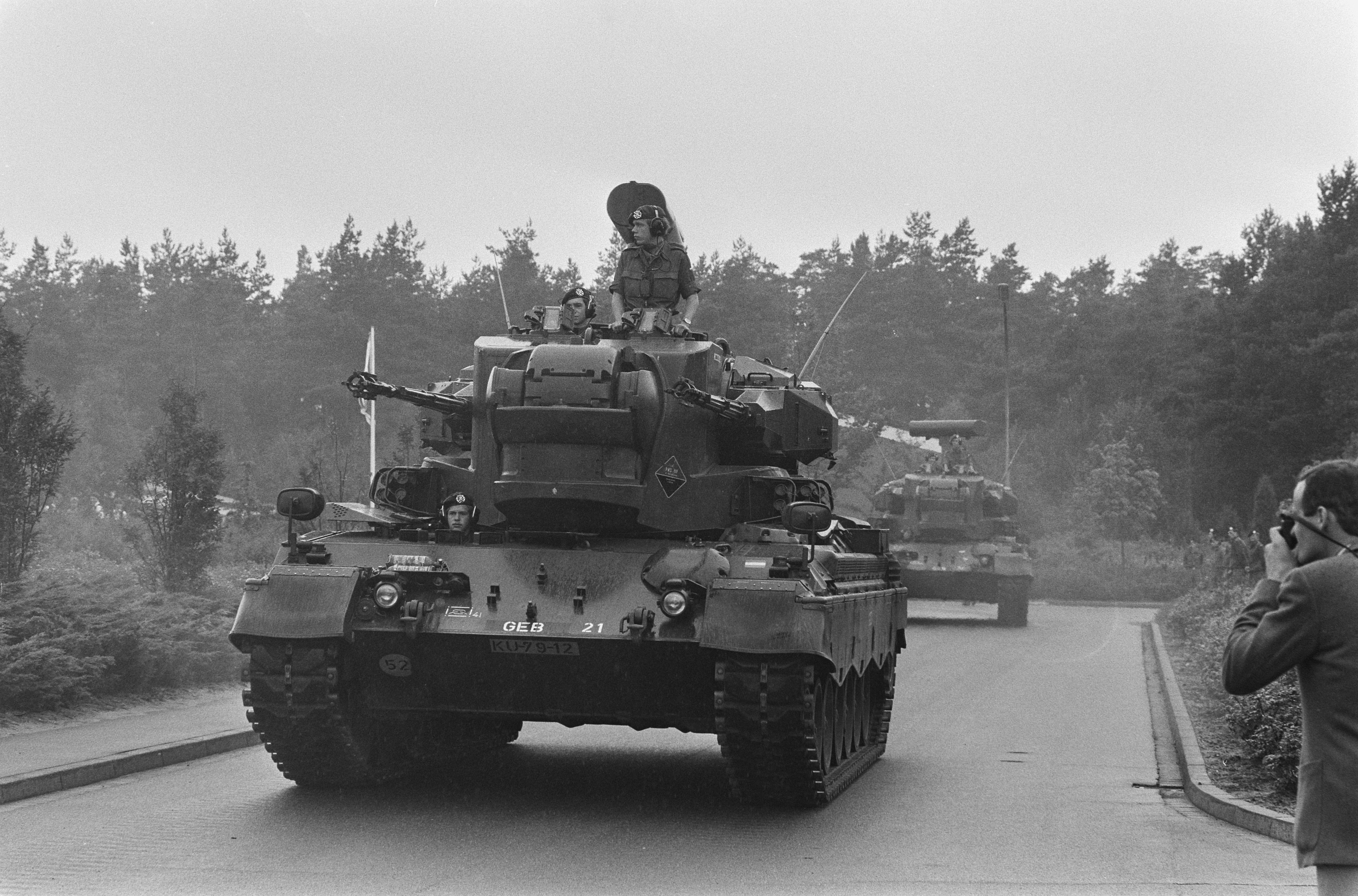
Des Flakpanzer Gepard néerlandais en Allemagne en 1986.

Pendant la période de la guerre froide, la zone de responsabilité du Northern Army Group (Groupe d'armées Nord) de l'Organisation du traité de l'Atlantique nord se situait, en front, entre Hambourg et Cassel. 
Le QG du NORTHAG situé dans l'arrondissement de Rheindahlen à Mönchengladbach était composé de personnel provenant des pays de l'OTAN concernés et comprenait, dès le temps de paix, sous son autorité, les unités de transmissions suivantes dans le Northag Signal Support Group : 
- Le 28th Signal Regiment, du Royal Corps of Signals britannique, créé en 1959 à partir du 19th Army Group Signal Regiment et dissous le 31 décembre 1993[3]
- Le bataillon des transmissions 71 (Fernmeldebataillon 71) créé en mars 1962 par le 1er corps d'armée ouest-allemand renommé bataillon de transmissions 840 NORTHAG (Fernmeldebataillon 840 NORTHAG) en octobre 1970, il fut encaserné à la caserne Gustav-Heinemann à Essen[4]
- La 13e compagnie des Troupes de Transmissions (13 Cie T Tr) belge, crée en 1961 et stationné à Tönisvorst[5]
- Une compagnie de transmissions néerlandaises créée en 1961 et appelée NSSS (Netherlands Signal Support Squadron) encaserné dans le QG de Rheindahlen dans la ville de Mönchengladbach[6].
- La NORTHAG telecommunications company (radio NORTHAG Air Support Squadron), constitué de militaires des 4 nations

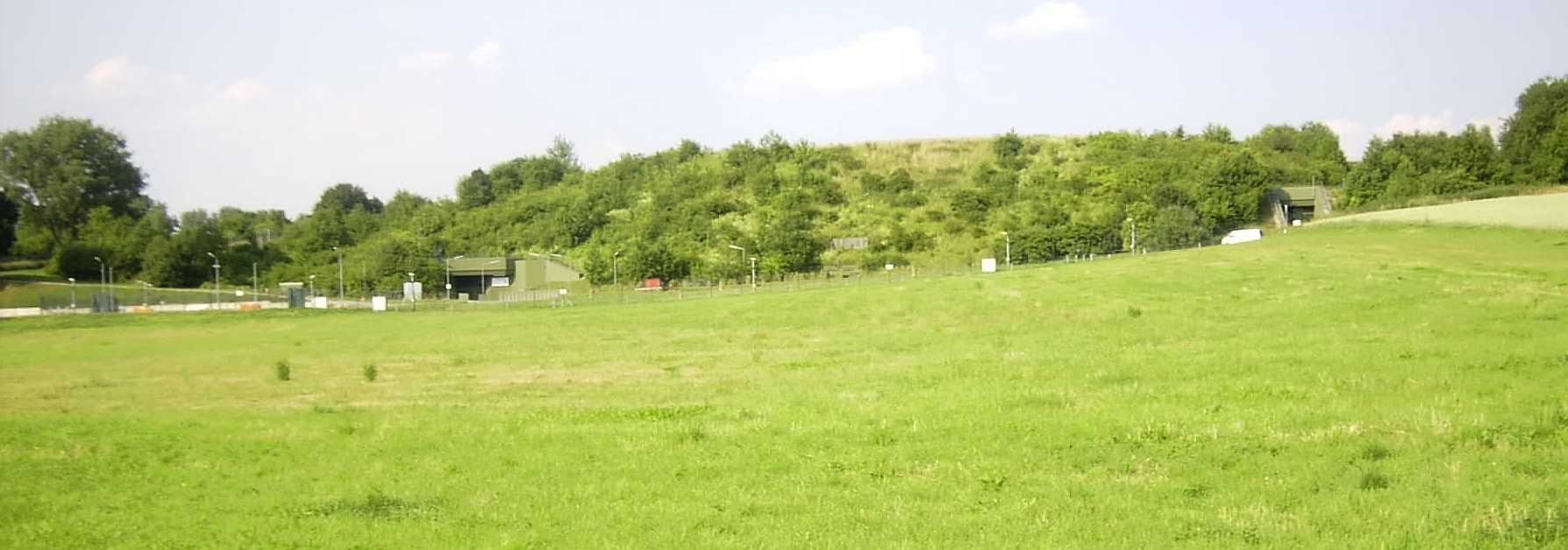
Le Static War Headquarters (SWHQ) Castlegate. Il sert depuis 2007 de QG en temps de crise au Joint Force Command Brunssum.

En temps de guerre, le QG du Northag aurait dû être transféré au JOC (Joint Operations Center) de Kanne en Belgique, un complexe de bunkers construit dans une carrière dans la montagne Saint-Pierre dans la zone de Maastricht et utilisé jusqu'en 1990. Son personnel en temps de paix n'était que d'une vingtaine de personnels montant à deux cents en temps de crise. 
Un autre QG souterrain destiné à remplacer le premier, le Castlegate bunker dont la construction a débuté en 1984 à 2 km de la ville de Linnich en Allemagne fut déclaré opérationnel en 1988 bien qu'il ne fut totalement achevé qu'en 1996. Son nom officiel actuel est Static War Headquarters Castlegate (en) for Joint Force Command (JFC) Headquarters Brunssum', il dépend de l’armée de terre allemande.
Le commandement au sud de Cassel (Hesse) était le COMCENTAG, l'autre commandement de forces terrestres du commandement des Forces alliées Centre-Europe, ce dernier ayant été créé en juillet 1953. Auparavant, les forces du secteur Centre-Europe se trouvaient sous le commandement direct de Grand quartier général des puissances alliées en Europe.

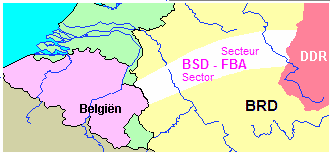
Zone de responsabilité des forces belges en Allemagne.

Les corps d'armée affectées à NORTHAG étaient du nord au sud :
- 1 Legerkorps kwam de la Koninklijke Landmacht des Pays-Bas (dont au mieux 7 % des effectifs se trouvait sur le territoire allemand et l'immense majorité des forces à 350 km de son secteur de déploiement)[9]
- I. Korps de la Heer de la Bundeswehr (crée le 2 juillet 1956, dont la |6. Panzergrenadierdivision participe également au LANDJUT à partir de 1962)
- 1(UK) Corps de la British Army of the Rhine
- 1(BE) Corps de l'armée de terre des forces belges en Allemagne

Une brigade renforcée de la 2e division blindée américaine fut stationné à partir de 1978 à Garlstedt au nord du port de Brême pour sécuriser les voies d'accès des renforts du III Corps venant des États-Unis, celle ci fut rapatrié après la guerre du Golfe de 1991.
En temps de paix, ces unités restaient sous commandement national. Elles passaient sous commandement OTAN à partir d'un certain niveau d'alerte.

## Historique

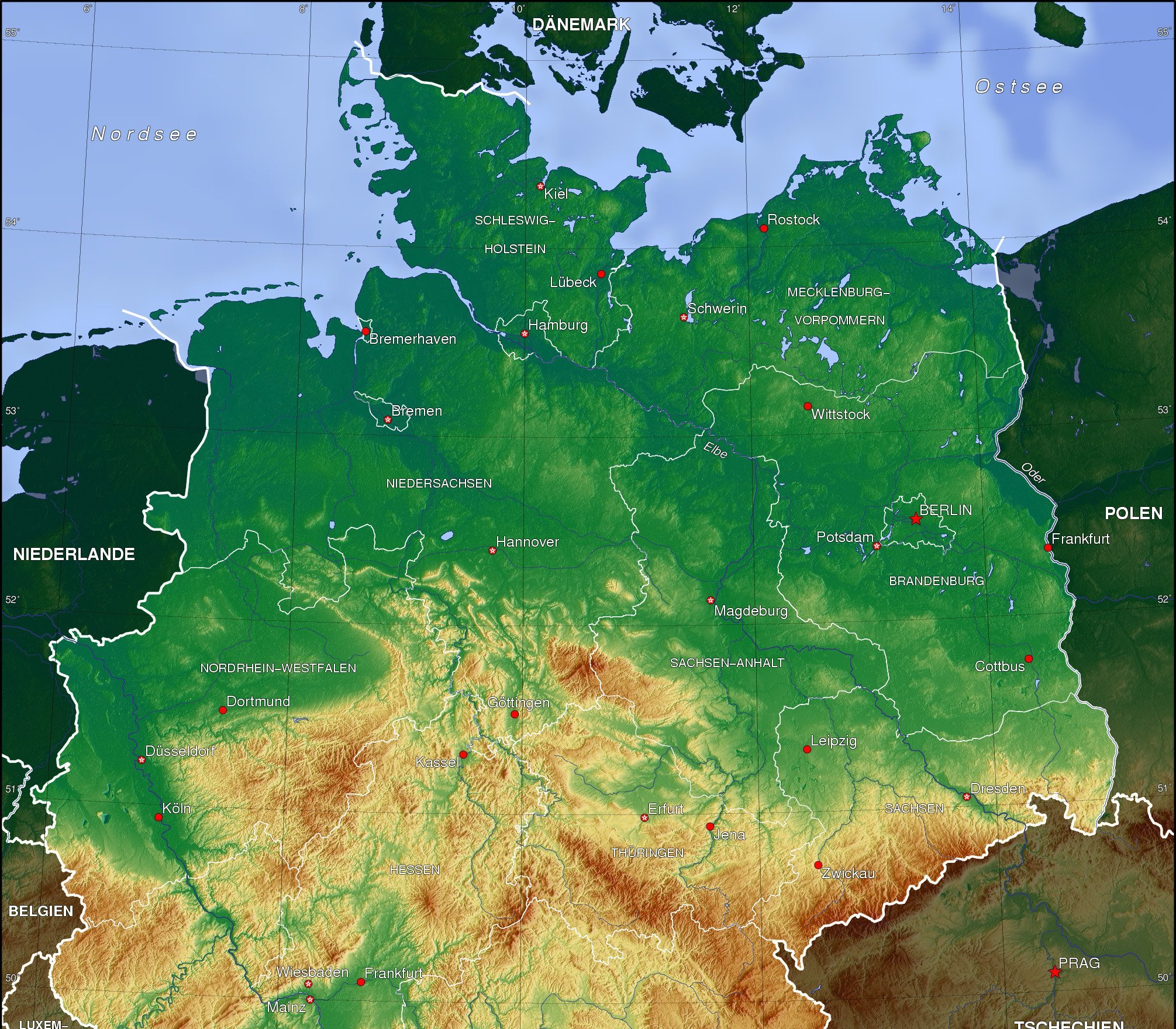
Carte topographique de l'Allemagne du nord. Les frontières des Länder sont celle issues de la réunification allemande.

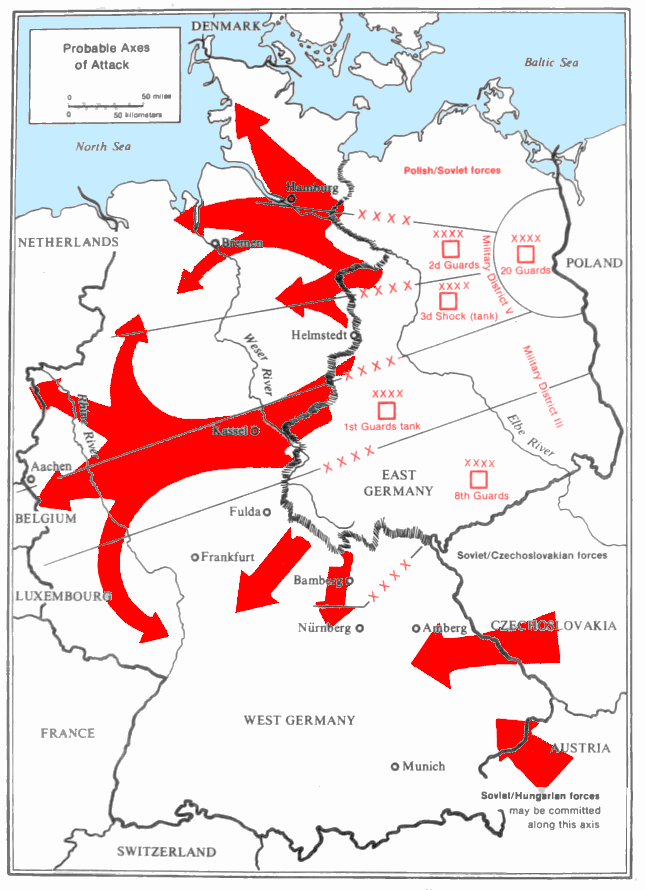
Axes possibles d'attaque en cas d'offensive du pacte de Varsovie contre l'Allemagne de l'Ouest si la situation avait dégénérer en Troisième Guerre mondiale à travers la Trouée de Fulda et la plaine d'Allemagne du Nord. Sur le territoire de l’Allemagne de l’Est sont indiqués les armées du groupement des forces armées soviétiques en Allemagne.

La région du nord de l'Allemagne de l'Ouest a été considérée comme la partie la plus importante et la plus vulnérables des moyens de défense de l'OTAN. La plaine d'Allemagne du Nord avec ses terrains dégagé et ses bonnes routes a été considérée comme la zone la plus favorable pour une attaque du Pacte de Varsovie. Bien que le nord de l'Allemagne était devenu plus fortement urbanisé au cours des années, il avait encore de grandes étendues de terrains ouverts sans obstacle pour ralentir une invasion. Une fois dans le nord de l'Allemagne, les forces du Pacte aurait pu atteindre directement le Rhin et foncer en direction des grandes villes d'Europe occidentale.
Les plans de défense de l'OTAN étaient basés, à partir des années 1960, sur le principe de la défense de l'avant, c'est-à-dire la défense sur une profondeur de 50 kilomètres le long du rideau de fer. Pour des raisons politiques, il n'était pas question d'une défense plus profonde. 
La possibilité d'une attaque surprise par les forces numériquement supérieures de l'armée soviétique, de l'armée est-allemande renforcé par les forces armées polonaises signifiait qu'une grande importance été attachée au renseignement, l'alerte et la mobilisation rapide.
Dans les années 1970, les 4 corps d'armée alignés comptaient 11 divisions.

Transport de troupes MCV-80 Warrior du 1er corps d'armée britannique en 1988.

Dans les années 1980, on comptait 12 divisions avec des unités autonomes. Environ 220 000 militaires étaient assignés au NORTHAG équipés de 3 500 chars de combat, 2 000 pièces d'artillerie et plus de 500 vecteurs nucléaire (pièces d'artillerie pouvant tirer des obus nucléaires, missiles sol-sol MGM-52 Lance et mines de démolition nucléaire) dans le cadre d'un partage nucléaire avec l'armée des États-Unis.
Son commandant entre 1983 et 1985, le général britannique Nigel Bagnall, a changé la stratégie de défense de l'avant des frontières de l'OTAN en défense flexible.  
La force d'action rapide de l'armée française pouvait renforcer le front en cas de conflit.
En novembre 1992, le Quartier général avancé du Groupe d’armées Nord fut déplacé en Bosnie-Herzégovine pour constituer la structure de commandement de la Force de protection des Nations unies, celui-ci comprenait une centaine de personnes, du matériel, de la fourniture ainsi qu'une aide financière initiale.